# Agorácrito

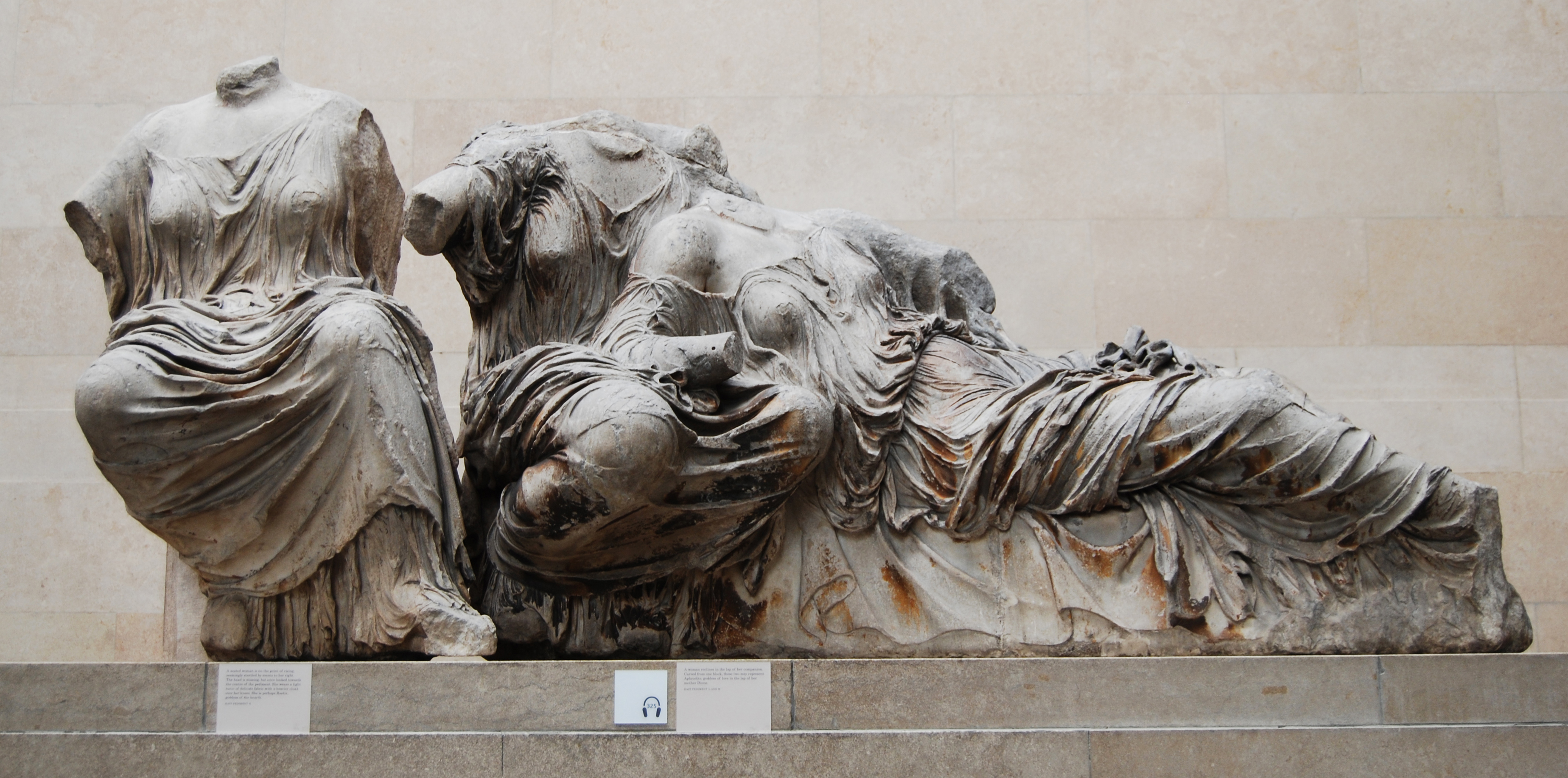
Detalle del friso del Partenón expuesto en el Museo Británico, museo que acogió un fragmento de la obra de Agorácrito hasta finales del

Agorácrito, (en griego Ἀγοράκριτος) fue un escultor griego del siglo V a. C. Nació en la isla de Paros y fue discípulo de Fidias, siendo su más notable obra la colosal estatua de mármol de Némesis que se hizo en Ramnunte. Hasta finales del siglo XX, un fragmento de la cabeza se mostraba en el Museo Británico y algunas piezas del friso que adornaba el sustentáculo estaban en Atenas.